# غرابينات
الغرابينات[بحاجة لمصدر] (الاسم العلمي: Corvoidea) هو فوق فصيلة من الطيور يتبع رتبة العصفوريات.

## فصائل
- الغرابية (الاسم العلمي:Corvidae)
- الأخيضرية (الاسم العلمي:Vireonidae)
- (الاسم العلمي:ثرثار أستراليا)
- (الاسم العلمي:Orthonychidae)
- (الاسم العلمي:Cnemophilidae)
- (الاسم العلمي:Melanocharitidae)
- (الاسم العلمي:Callaeatidae)
- (الاسم العلمي:Eupetidae)
- (الاسم العلمي:سوطيات المنقار)
- (الاسم العلمي:Platysteiridae)
- (الاسم العلمي:دقناش الشجر)
- (الاسم العلمي:Machaerirhynchidae)
- (الاسم العلمي:Vangidae)
- (الاسم العلمي:Cracticidae)
- (الاسم العلمي:Artamidae)
- (الاسم العلمي:Aegithinidae)
- (الاسم العلمي:Pityriasidae)
- (الاسم العلمي:عتريسيات)
- (الاسم العلمي:Neosittidae)
- (الاسم العلمي:Falcunculidae)
- (الاسم العلمي:طيور ذات رؤوس سميكة)
- (الاسم العلمي:دقنوش)
- (الاسم العلمي:طيور الصفارية)
- (الاسم العلمي:سمنة صردية)
- (الاسم العلمي:فصيلة ديكروريدي)
- (الاسم العلمي:ربدوريات)
- (الاسم العلمي:خطاف الذباب السلطاني)
- (الاسم العلمي:Corcoracidae)
- (الاسم العلمي:طائر الجنة)
- (الاسم العلمي:أبو الحناء الأسترالي)

## أجناس
- الأخيضر
- (الاسم العلمي:Tephrodornis)
- (الاسم العلمي:Philentoma)
- (الاسم العلمي:Melampitta)
- (الاسم العلمي:Ifrita)
- (الاسم العلمي:‡Turnagra)